# الدين في كينيا
الدين في كينيا (تعداد 2019)
الديانة السائدة في كينيا هي المسيحية، حوالي 85.5% من إجمالي السكان يتبعون المسيحية. الإسلام هو ثاني أكبر دين في كينيا، ويمارسه 10.9% من السكان. الديانات الأخرى التي تمارس في كينيا هي البهائية والبوذية والهندوسية والديانات التقليدية.
كينيا دولة علمانية والحرية الدينية منصوص عليها في دستور البلاد. عيد الميلاد وعيد القيامة عطلات رسمية في البلاد.